# Pecica
Pecica (in ungherese Pécska, in tedesco Alt-Petschka), è una città della Romania di 13 692 abitanti, ubicata nel distretto di Arad, nella regione storica della Transilvania.
Fanno parte dell'area amministrativa anche le località Pecica Veche (in passato Pecica Română), Rovine (in passato Pecica Ungurească), Sederhat, Turnu e Hodoş-Bodrog.
Pecica trae origine da una fortezza dacia chiamata Ziridava, della quale rimangono importanti resti archeologici.